# اوتاکون
اوتاکون «اُتاکُن» (به انگلیسی: Otakon، به ژاپنی: オタコン) یک گردهمایی انیمه‌ای سالانه است که به مدت سه روز در ماه ژوئیه یا آگوست (اوت) برگزار می‌شود. این گردهمایی بر فرهنگ عامهٔ مردم شرق آسیا (در درجهٔ اول انیمه، مانگا، موسیقی و سینما) و طرفداران آن، تمرکز دارد. اوتاکون یک واژهٔ مرکب است که از عرف و کلمهٔ ژاپنی اوتاکو (otaku) گرفته شده‌است.
گردهمایی اوتاکون از سال ۱۹۹۹ تا ۲۰۱۶ در مرکز همایش‌های بالتیمور در بالتیمور، منطقهٔ بندر داخلی مریلند برگزار شد. در سال ۲۰۱۷ به مرکز همایش‌های والتر ای. واشنگتن در واشینگتن دی.سی. تغییر مکان داد.